# Bronson (Michigan)
Bronson é uma cidade localizada no estado americano de Michigan, no Condado de Branch.

## Demografia
Segundo o censo americano de 2000, a sua população era de 2421 habitantes. 
Em 2006, foi estimada uma população de 2308, um decréscimo de 113 (-4.7%).

## Geografia
De acordo com o United States Census Bureau tem uma área de 
3,5 km², dos quais 3,5 km² cobertos por terra e 0,0 km² cobertos por água.

## Localidades na vizinhança
O diagrama seguinte representa as localidades num raio de 20 km ao redor de Bronson. 